# 圖達足球會
圖達足球會是阿爾巴尼亞的一家足球俱樂部，位於都拉斯。俱樂部的主場是尼科·多瓦納體育場，可容納12,040名觀眾。球隊目前參加阿爾巴尼亞足球超級聯賽的賽事。
俱乐部成立于1920年1月29日，起初名为“铀体育俱乐部”（Klubi Sportiv Urani）。随后俱乐部经过多次更名，于1991年改为现名。俱乐部名称“图达”是为了纪念伊利里亚的图达女王。

## 球會榮譽
聯賽
- 阿爾巴尼亞超級足球聯賽

 冠軍： (2) 1993–94, 2020–21
 亞軍： (6)  1931, 1992–93, 1994–95, 1995–96, 2006–07, 2011–12
- 阿爾巴尼亞甲組足球聯賽

 冠軍： (2)  1959, 1961
盃賽
- 阿爾巴尼亞盃

 冠軍： (4) 1994–95, 1999–2000, 2004–05, 2019–20
 亞軍： (6) 1957, 1974–75, 1993–94, 2000–01, 2002–03, 2006–07
- 阿爾巴尼亞超級盃

 冠軍： (2) 2020, 2021
 亞軍： (3)  1994, 2000, 2005

## 外部連結
- Teuta Durrës at EUFO.DE （页面存档备份，存于）